# Brillon
Brillon és un municipi francès, situat a la regió dels Alts de França, al departament del Nord. L'any 2006 tenia 722 habitants. Limita al nord amb Sars-et-Rosières, al nord-est amb Rosult, al sud-est amb Bousignies i al sud-oest amb Tilloy-lez-Marchiennes.

## Demografia
| 1962                                       | 1968 | 1975 | 1982 | 1990 | 1999 | 2006 |
| ------------------------------------------ | ---- | ---- | ---- | ---- | ---- | ---- |
| 383                                        | 464  | 507  | 535  | 621  | 684  | 722  |
| Des de 1962: població sense dobles comptes |      |      |      |      |      |      |

## Administració
| Període   | Identitat         | Partit |
| --------- | ----------------- | ------ |
| 2001-2008 | Patrick Debrabant | UMP    |
| 2008-     | Carole Remy-Leleu |        |